# Villar de Corneja
Villar de Corneja község Spanyolországban, Ávila tartományban. Villar de Corneja Santa María del Berrocal, Hoyorredondo, La Horcajada és Navamorales községekkel határos. Lakosainak száma 36 fő (2024).

## Népesség
A település népessége az utóbbi években az alábbiak szerint változott:
| Lakosok száma | 80   | 73   | 64   | 51   | 48   | 45   | 40   | 33   | 37   | 36   |
|               | 2001 | 2004 | 2006 | 2009 | 2011 | 2014 | 2016 | 2019 | 2021 | 2024 |